# Slope One
Slope One — семейство алгоритмов для коллаборативной фильтрации (используемой в рекомендательных системах) для анализа различных мнений и пожеланий пользователей и выработки персональных рекомендаций.
Существует как минимум 2 класса коллаборативной фильтрации:
- фильтрация по схожести пользователей (англ. user-based filtration), базирующаяся на измерении подобия пользователей;
- фильтрация по схожести предметов (англ. item-based filtration), сравнивающая оценки, данные различными пользователями.

Slope One был представлен в статье Slope One Predictors for Online Rating-Based Collaborative Filtering Даниелем Лемайром (англ. Daniel Lemire) и Анной Маклахлан (англ. Anna Maclachlan). Утверждается, что это один из самых простых способов коллаборативной фильтрации по схожести предметов на основании оценок пользователей. Эта простота значительно облегчает внедрение данных алгоритмов, а их точность сравнима с точностью более сложных и ресурсоёмких алгоритмов. Slope One также часто дополняет другие алгоритмы..

## Фильтрация по схожести предметов и переобучение
Если доступны оценки предмета - к примеру, пользователям дана возможность проголосовать за предмет (например, выставить оценку от 1 до 5), - то коллаборативная фильтрация пытается предсказать оценку, которую даст пользователь новому предмету на основании его предыдущих оценок и базы данных оценок других пользователей.
Пример: Можем ли мы предсказать оценку конкретного пользователя на новый альбом Селин Дион, если мы знаем, что он оценил The Beatles на 5 баллов?
В этом случае коллаборативная фильтрация по схожести предметов предсказывает оценку предмета на основе оценок другого предмета, используя чаще всего регрессионный анализ ({\displaystyle f(x)=ax+b}). Следовательно, если имеется 1000 предметов, то может быть до 1000000 линейных регрессий для изучения и до 2000000 регрессоров. Такой подход может быть неэффективным из-за переобучения, поэтому необходимо выбирать пары предметов, для которых известны оценки нескольких пользователей.
Лучшей альтернативой может быть использование упрощённого предиктора (например, {\displaystyle f(x)=x+b}): экспериментально показано, что использование такого простого предиктора (называемого Slope One) иногда превосходит регрессионный анализ, при этом имея в два раза меньше регрессоров. К тому же у этого способа низкие требования к памяти и большая скорость.
Коллаборативная фильтрация по схожести предметов — это только один вид коллаборативной фильтрации. В случае использования коллаборативной фильтрации по схожести пользователей, анализируются отношения между пользователями, выясняется подобие их интересов. Но фильтрация по схожести предметов менее ресурсоёмка и имеет бо́льшую эффективность при наличии большого числа пользователей.

## Коллаборативная фильтрация по предметам на основании статистики покупок
Далеко не всегда у пользователей есть возможность выставлять оценки предметам. То есть для коллаборативной фильтрации могут быть доступны всего лишь двоичные данные (покупал пользователь предмет или нет). В таких случаях Slope One и другие алгоритмы, зависящие от оценок предметов, неэффективны.
Примером алгоритма коллаборативной фильтрации по предметам, работающего с двоичными данными, является запатентованный алгоритм Item-to-Item использующийся в онлайн-магазине Amazon. Этот алгоритм рассчитывает подобие предметов как косинус между векторами покупок в матрице пользователей и предметов:
{\displaystyle {\mbox{similarity}}({\vec {A}},{\vec {B}})=\cos({\vec {A}},{\vec {B}})={\frac {{\vec {A}}\cdot {\vec {B}}}{\Vert {\vec {A}}\Vert *\Vert {\vec {B}}\Vert }}}
Этот алгоритм, возможно, даже проще чем Slope One. Рассмотрим его работу на примере:
| Покупатель | Предмет 1   | Предмет 2  | Предмет 3   |
| ---------- | ----------- | ---------- | ----------- |
| Джон       | Купил       | Не покупал | Купил       |
| Марк       | Не покупал  | Купил      | Купил       |
| Люси       | Не покупала | Купила     | Не покупала |

В этом случае косинус между «Предмет 1» и «Предмет 2» рассчитывается так:
{\displaystyle {\frac {(1,0,0)\cdot (0,1,1)}{\Vert (1,0,0)\Vert *\Vert (0,1,1)\Vert }}=0},
между «Предмет 1» и «Предмет 3»:
{\displaystyle {\frac {(1,0,0)\cdot (1,1,0)}{\Vert (1,0,0)\Vert *\Vert (1,1,0)\Vert }}={\frac {1}{\sqrt {2}}}\approx 0.71},
и между «Предмет 2» и «Предмет 3»:
{\displaystyle {\frac {(0,1,1)\cdot (1,1,0)}{\Vert (0,1,1)\Vert *\Vert (1,1,0)\Vert }}={\frac {1}{2}}=0.5}.
Таким образом, пользователь, находящийся на странице описания «Предмета 1», получит «Предмет 3» в качестве рекомендации; на странице «Предмета 2» — «Предмет 3» и на странице «Предмета 3» — «Предмет 1» (и затем «Предмет 2»). В данном алгоритме используется один коэффициент на каждую пару предметов (косинус), на основании которого и создаются рекомендации. То есть для n предметов потребуется рассчитать и сохранить n(n-1)/2 косинусов.

## Коллаборативная фильтрация Slope One для предметов с оценками
Для существенного уменьшения эффекта переобучения, увеличения производительности и облегчения внедрения было предложено семейство алгоритмов Slope One. Основное отличие от регрессионного анализа отношения рейтингов двух предметов ({\displaystyle f(x)=ax+b}) состоит в использовании упрощённой формы регрессии всего с одним предиктором ({\displaystyle f(x)=x+b}). Таким образом, предиктор - это просто средняя разница между оценками обоих предметов. Авторы продемонстрировали, что такой подход в некоторых случаях более точный, чем линейная регрессия и требует в 2 раза меньше памяти.
Пример:
1. Джо выставил оценку 1 для Селин Дион и 1.5 для Линдси Лохан.
2. Джил оценила Селин Дион на 2 балла.
3. Какую оценку выставит Джил для Линдсм Лохан?
4. Ответ алгоритма Slope One: 2.5 (1.5-1+2=2.5).

Рассмотрим более сложный пример:
| Посетитель | Предмет 1 | Предмет 2 | Предмет 3 |
| ---------- | --------- | --------- | --------- |
| Джон       | 5         | 3         | 2         |
| Марк       | 3         | 4         | -         |
| Люси       | -         | 2         | 5         |

Согласно этой таблице, средняя разница в оценках предмета 1 и 2 равна (2+(-1))/2=0.5. Таким образом, в среднем предмет 1 оценивается на 0.5 балла выше, чем предмет 2. Аналогично и для предметов 3 и 1: средняя разница в оценках 3.
Если сейчас мы попробуем предсказать оценку Люси для предмета 1, используя её оценку для предмета 2, мы получим 2+0.5 = 2.5. Аналогично предсказываем её оценку для предмета 1, используя оценку, данную предмету 3: 5+3=8. Поскольку у нас есть несколько предполагаемых оценок (Люси голосовала 2 раза), итоговую оценку мы получим как взвешенное среднее. Для весовых коэффициентов будем использовать количество пользователей, давших оценку предмету:
{\displaystyle {\frac {2\times 2.5+1\times 8}{2+1}}={\frac {13}{3}}=4.33}
Чтобы применить алгоритм Slope One для заданных n предметов, надо рассчитать и сохранить среднюю разницу и количество голосов для каждой из n² пар предметов.

## Рекомендательные системы, использующие Slope One
- hitflip - система рекомендаций DVD.
- Value Investing News - новостной сайт фондовых бирж.

## Программное обеспечение с открытым исходным кодом, использующее Slope One
Python:
- Пошаговая инструкция по реализации Slope One на Python.

Java:
- Taste: a java-based collaborative library with support for Enterprise Java Beans (code sample)
- класс Java, реализующий Slope One.
- The Cofi: A Java-Based Collaborative Filtering Library supports Slope One algorithms (documentation is so-so)

PHP:
- Библиотека Vogoo поддерживает алгоритмы Slope One
- Aspedia ECM API поддерживает алгоритмы  Slope One
- Исходный код на PHP к отчёту об использовании алгоритмов Slope One[9]
- Модуль для Drupal CMS реализующий Slope One.
- OpenSlopeOne реализует алгоритмы Slope One на чистом PHP и MySQL.

Erlang:
- Philip Robinson реализовал Slope One на Erlang.

Haskell:
- Bryan O’Sullivan реализовал Slope One на Haskell.

Visual Basic:
- Таблица (недоступная ссылка) Microsoft Excel реализующая Slope One при помощи VBA (требуется включить макросы).

C#:
- Kuber реализовал Weighted Slope One с C#.

T-SQL:
- Charlie Zhu реализовал Weighted Slope One на T-SQL.